# Samar
Insula Samar este o insulă în Visayas în zona centrală a insulelor Filipine. Insula se împarte în trei provincii: provincia Samar, Samarul de Nord și Samarul de Est. Aceste provincii cu insulele Leyte și Biliran fac parte din regiunea Visayas de Est. Această insulă este a patra ca mărime după insulele Luzon, Mindanao și Negros.
Samar se află în poziția cea mai estică în regiunea Visayas. Insula este separată de Leyte de strâmtoarea San Juanico care în punctul său cel mai îngust are lățimea de aproximativ doi kilometri. Strâmtoarea este traversată de podul San Juanico.

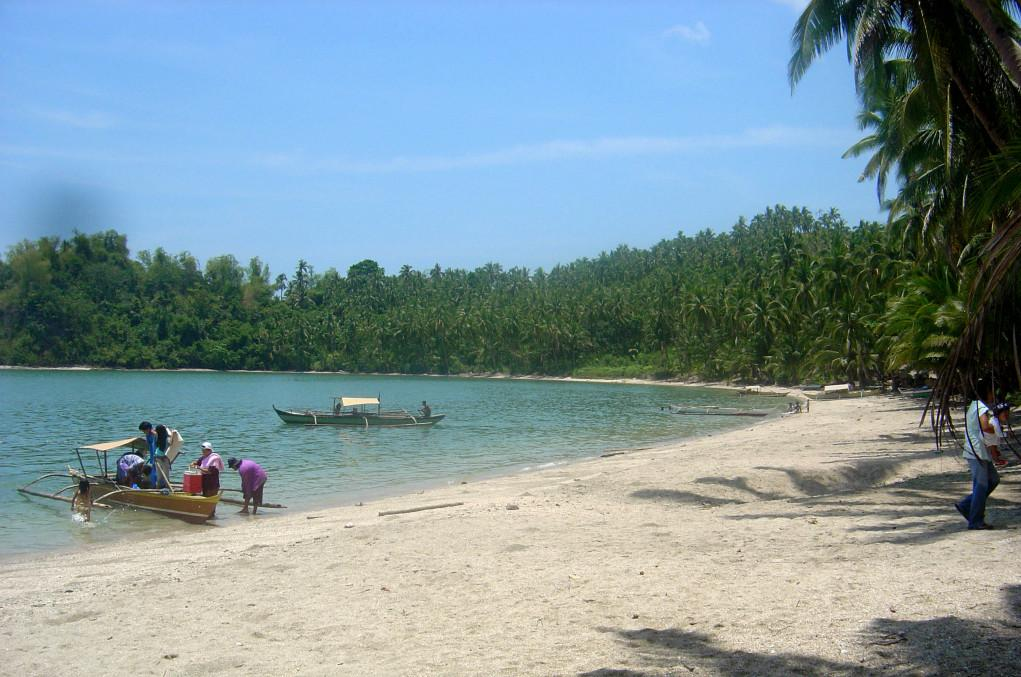
Panapukan Beach on Samar